# اف‌جی‌آی-۱۰۳
اف‌جی‌آی-۱۰۳ یک داروی ضد ویروس است که برای درمان بیماری‌های ناشی از ویروس ابولا و ویروس ماربورگ توسعه یافته‌است. در آزمایش‌هایی که روی موش‌ها انجام شد اف‌جی‌آی-۱۰۳ در برابر هر دو ویروس ابولا و ماربورگ که تا ۴۸ ساعت پس از عفونت تجویز می‌شدند، مؤثر بود. با این وجود سازوکار عملکرد اف‌جی‌آی-۱۰۳ هنوز مشخص نشده‌است، زیرا مشخص شد که مشابه هیچ یک از مکانیسم‌های شناخته شده مورد استفاده توسط داروهای ضد ویروسی عمل نمی‌کند.